# 1,9-nonanodiol
El 1,9-nonanodiol es un diol de fórmula molecular C9H20O2. Los dos grupos funcionales hidroxilo (-OH) se encuentran en los extremos de una cadena lineal de nueve átomos de carbono.

## Propiedades físicas y químicas
El 1,9-nonanodiol es un sólido blanco e inodoro que tiene su punto de fusión a 47 °C y su punto de ebullición a 288 °C (177 °C si la presión es de solo 15 mmHg).
Posee una densidad inferior a la del agua, 0,918 g/cm³.
Los valores estimados para el logaritmo de su coeficiente de reparto, logP, varían entre 1,53 a 2,24; en cualquier caso, su solubilidad es mayor en disolventes apolares —como el 1-octanol— que en disolventes polares.
En cuanto a su reactividad, este compuesto es incompatible con ácidos, agentes oxidantes fuertes, cloruros de acilo, anhídridos de acilo, cloroformiatos y agentes reductores fuertes.

## Síntesis y usos
El 1,9-nonanodiol puede sintetizarse por escisión reductora de 1,9-di(tritiloxi)nonano con polvo de litio y una cantidad catalítica de naftaleno en tetrahidrofurano; la posterior hidrólisis consigue un rendimiento de hasta el 99%.
Análogamente, la reducción de 9-(trifenilsililoxi)-1-nonanol utilizando también litio y naftaleno, permite obtener 1,9-nonanodiol con un alto rendimiento.
Otra manera de sintetizar este diol es por escisión del 9‐[(tetrahidro‐2H‐piran‐2‐il)oxi]nonan-1-ol con cloruro de cobre (II) dihidrato en metanol.
Asimismo, el non-6-en-1-ol, a través de una reacción de isomerización-hidroformilación-hidrogenación con un catalizador dual de rodio-rutenio, depara 1,9-nonanodiol además de 1,7-nonanodiol, 1,8-nonanodiol y 1-nonanol.
A su vez, el 1,9-nonanodiol es precursor en la síntesis de 3-oxotridecan-13-ólido, β-cetolactona macrocíclica con catorce átomos de carbono. También se ha empleado este diol para α-alquilación de acetatos, utilizando un catalizador de iridio: la reacción entre acetato de tert-butilo con 1,9-nonanodiol en presencia de tert-BuOK como base, da como resultado tridecanoato de di-tertbutilo.
Adicionalmente se emplea en la síntesis (en seis pasos) de productos naturales nematocidas, como tiocianatina A y 1,8,16-trihidroxihexadecano, junto al 1,7-heptanodiol.
Otros usos de este diol tienen que ver con la industria de polímeros. Se emplea en la elaboración de dioles de poliéter-policarbonato, los cuales tienen especial relevancia en la producción de poliuretanos ya que mejoran sus propiedades físicas.
En este sentido, se ha usado en la fabricación de poliuretanos termoplásticos (TPUs), junto al 1,18-octadec-9-enodiol; ambos compuestos tienen como precursor común el ácido oleico.
Asimismo, se han obtenido muy buenos rendimientos en la policondensación de este diol con ácido dodecanoico utilizando catalizadores tensoactivos en agua.

## Precauciones
Este es un compuesto combustible, cuyo punto de inflamabilidad es 162 °C y su temperatura de autoignición 280 °C.